# Doubs (Doubs)
Doubs è un comune francese di 2 640 abitanti situato nel dipartimento del Doubs nella regione della Borgogna-Franca Contea.

## Società

### Evoluzione demografica
Abitanti censiti